# Steven Davis
Steven Davis, född 1 januari 1985 i Ballymena, är en nordirländsk fotbollsspelare som spelar för Rangers.

## Karriär
Den 6 januari 2019 lånades Davis ut till Rangers på ett låneavtal över resten av säsongen 2018/2019.